# 2751 Campbell
2751 Campbell è un asteroide della fascia principale. Scoperto nel 1962, presenta un'orbita caratterizzata da un semiasse maggiore pari a 2,4059688 UA e da un'eccentricità di 0,1739003, inclinata di 1,48690° rispetto all'eclittica.
L'asteroide è dedicato all'astronomo statunitense William Wallace Campbell.